# Talismania mekistonema
Talismania mekistonema е вид лъчеперка от семейство Alepocephalidae. Видът не е застрашен от изчезване.

## Разпространение и местообитание
Разпространен е в Австралия, Ангола, Аруба, Барбадос, Бахамски острови, Бенин, Бермудски острови, Габон, Гамбия, Гана, Гвинея, Гвинея-Бисау, Демократична република Конго, Доминика, Екваториална Гвинея, Западна Сахара, Камерун, Кот д'Ивоар, Либерия, Мавритания, Монсерат, Нигерия, Португалия (Азорски острови), Пуерто Рико, Сао Томе и Принсипи, Сенегал, Сиера Леоне, Того и Тринидад и Тобаго.
Обитава океани и морета. Среща се на дълбочина от 1239 до 1500 m, при температура на водата от 3,2 до 7,3 °C и соленост 34,9 – 35,5 ‰.

## Описание
На дължина достигат до 26,7 cm.